# بيتر ناب
بيتر ناب  (و. 1931  م) هو مصور موضة، ورسام، وراسم، ونحات، ومصمم جرافيك، ومخرج أفلام سويسري، ولد في بيغتسفيل.

## التعليم
تعلم في المدرسة الوطنية للفنون الجميلة
.